# Спарта (Мисури)
Спарта (енгл. Sparta) град је у америчкој савезној држави Мисури.

## Демографија
По попису из 2010. године број становника је 1.756, што је 612 (53,5%) становника више него 2000. године.
| Група             | 2000.         | 2010.         |
| Белци             | 1.095 (95,7%) | 1.669 (95,0%) |
| Афроамериканци    | 3 (0,3%)      | 4 (0,2%)      |
| Азијати           | 4 (0,3%)      | 5 (0,3%)      |
| Хиспаноамериканци | 14 (1,2%)     | 46 (2,6%)     |
| Укупно            | 1.144         | 1.756         |